# Фогель, Бернхард
Бернхард Фогель (нем. Bernhard Vogel; 19 декабря 1932, Гёттинген, Веймарская республика — 2 марта 2025, Шпайер, Германия) — немецкий политик Христианско-демократического союза. 4-й премьер-министр земли Рейнланд-Пфальц с 1976 по 1988 год и 2-м премьер-министр Тюрингии с 1992 по 2003 год.
Он был 28-м и 40-м президентом Бундесрата в 1976—1977 и 1987—1988 годах.

## Биография

### Ранняя жизнь и обучение
Фогель родился в Гёттингене. В 1953 году Фогель начал изучать политологию, историю, социологию и экономику сначала в Гейдельберге, а затем в Мюнхене. В 1960 году он получил докторскую степень, работая научным сотрудником в Институте политических наук Гейдельбергского университета. В следующем году он стал там лектором, также работая в сфере образования.

### Политическая карьера

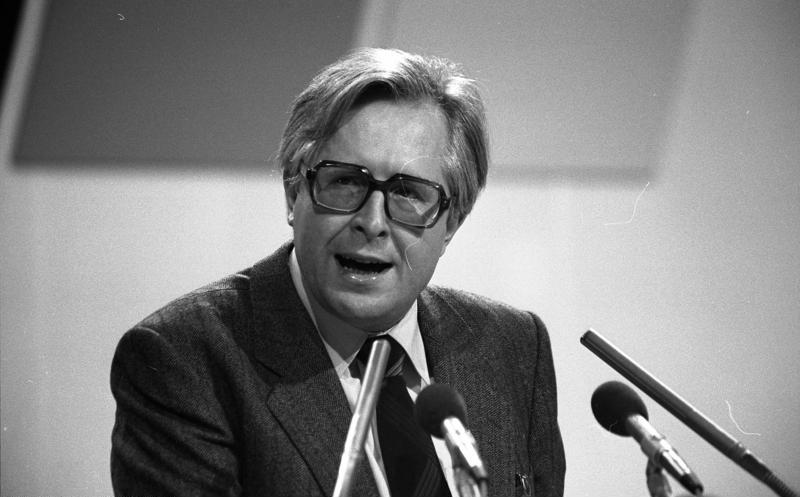
Фогель в 1978 году

В 1963 году Фогель был избран в муниципальный совет Гейдельберга, но ушел в отставку через два года после своего избрания в Бундестаг. Он вошел в правление Христианско-демократического союза Германии в Рейнланд-Пфальце в 1965 году. С 1965 по 1967 год Фогель был членом немецкого Бундестага, с этой должности он ушел в отставку, чтобы занять пост государственного министра культуры и образования в земле Рейнланд-Пфальц под руководством министра-президента Петера Альтмайера. Он продолжал занимать ту же должность в кабинете министров при преемнике Альтмайера — Гельмуте Коле. В 1973 году, когда Коль стал председателем ХДС, Фогель сменил его на посту председателя государственной партии в земле Рейнланд-Пфальц.
В декабре 1976 года Фогель стал премьер-министром земли Рейнланд-Пфальц вместо Гельмута Коля, который был избран федеральным депутатом. Фогель немедленно стал председателем Бундерсрата до 31 октября 1977 года, в то же время став председателем наблюдательного совета Zweites Deutsches Fernsehen (ZDF), второй по величине общественной вещательной компании Германии. На региональных выборах в марте 1979 года он сохранил незначительное большинство своей партии, с 50 % голосов и 51 региональным депутатом из 100. В марте 1983 года партия улучшила свои позиции, получив 52 % голосов и 57 депутатов. В 1985 году Фогель стал вице-президентом Европейского демократического союза (ЕДС). 17 мая 1987 года Фогель снова выиграл региональные выборы, но набрав лишь 45,1 % голосов и 48 депутатов, избранных из 100, положив конец шестнадцатилетнему абсолютному большинству христиан-демократов. Неспособность Фогеля быть переизбранным государственным председателем своей партии в 1988 году привела к его отставке с поста премьер-министра.
После отставки Фогель сосредоточился на управлении Фондом Конрада Аденауэра, председателем которого он стал в 1989 году. 5 февраля 1992 году, после отставки первого премьер-министра Тюрингии Йозефа Духача, Фогель стал премьер-министром Тюрингии. С 1993 по 1999 год он был председателем ХДС Тюрингии. В 1995 году он отказался от поста председателя Фонда Аденауэра. В 1994 году ХДС и СДПГ сформировали большую коалицию. На выборах 1999 года ХДС получила абсолютное большинство. По возрасту Фогель ушел с поста премьер-министра 5 июня 2003 года. Его преемником стал Дитер Альтхаус.

### Поздняя жизнь

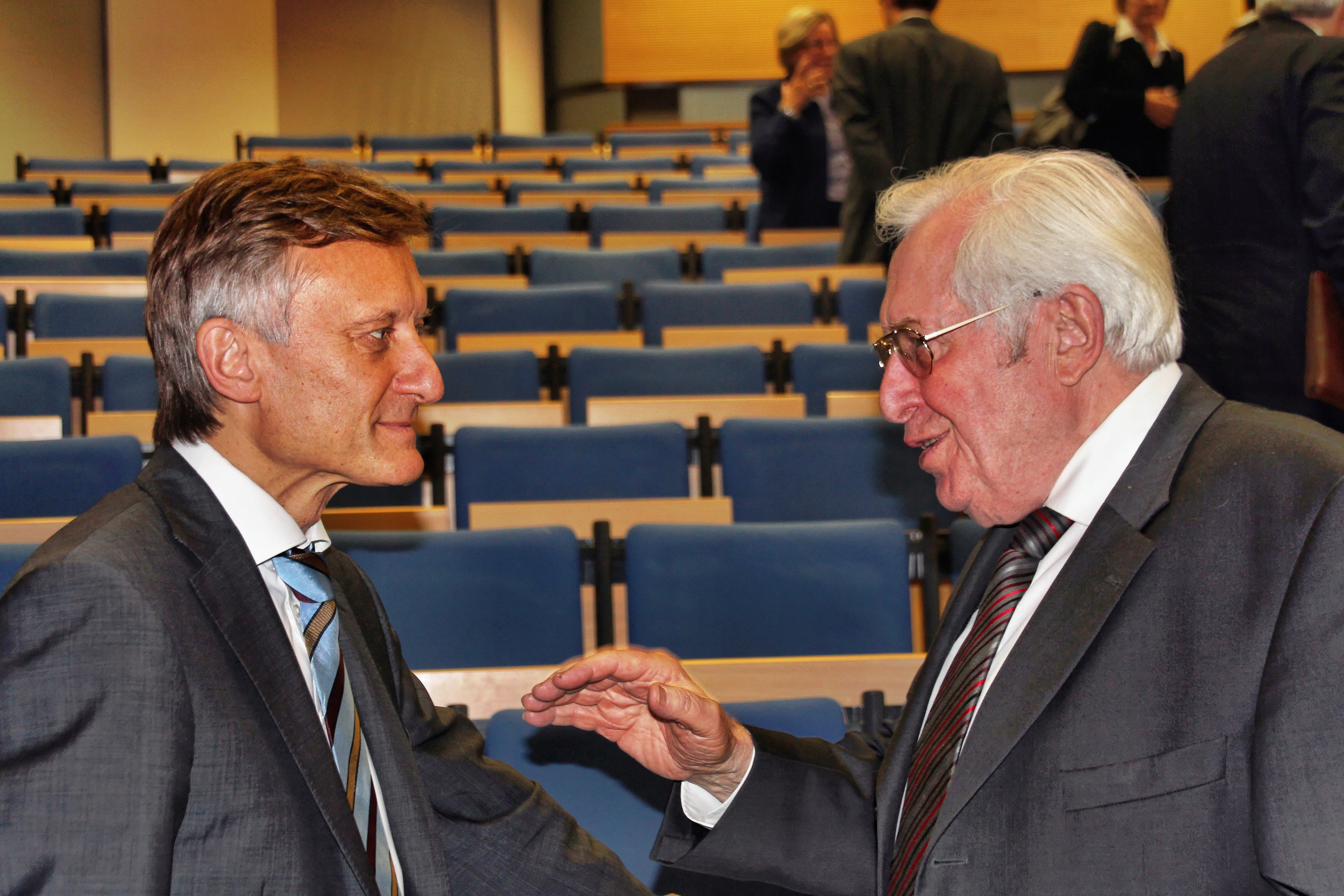
Фогель беседует с послом Польши Мареком Правдой. Варшава, 2011 год.

С 2001 по 2009 год Фогель снова занимал пост президента Фонда Конрада Аденауэра в Берлине.
В 2012 году Фогель был удостоен звания приглашённого профессора Меркатора по политическому менеджменту в Школе управления NRW Университет Дуйсбурга — Эссена. Он читал как семинары, так и лекции в университете.
Фогель был назначен своей партией делегатом Федерального собрания с целью избрания президента Германии в 2022 году.

## Личная жизнь и смерть
Фогель — набожный католик. Он холост и не имеет детей. Его братом был политик СДПГ Ханс-Йохен Фогель (1926—2020), бывший Правящий бургомистр Мюнхена и Берлина, федеральный министр юстиции и кандидат на пост канцлера.
Фогель умер 2 марта 2025 года в возрасте 92 лет.